# Diplothelopsis ornata
Diplothelopsis ornata là một loài nhện trong họ Nemesiidae.
Diplothelopsis ornata được miêu tả năm 1905 bởi Tullgren.